# Vansadhara
Die Vansadhara (auch Vamsadhara oder Bansadhara) ist ein Fluss im Osten Indiens in den Bundesstaaten Odisha und Andhra Pradesh.
Die Vansadhara entspringt in den Durgakangar Hills, einem Höhenzug der Ostghats, auf etwa 1200 m Höhe an der Distriktgrenze von Kalahandi und Rayagada.
Sie fließt anfangs in nördlicher Richtung an Lanjigarh vorbei, bevor sie eine scharfe Kehre nach rechts vollführt und in südlicher Richtung die Ostghats im Distrikt Rayagada durchfließt. Der Fluss passiert die Kleinstädte Gunupur und Kasinagar. Er bildet die Grenze zum Distrikt Gajapati. Die letzten 100 km verläuft er an der Grenze bzw. innerhalb des Distrikts Srikakulam in Andhra Pradesh. Die Mahendratanaya mündet 13 km westlich der Stadt Paralakhemundi in die Vansadhara.
Die Vansadhara verläuft 13 km nordöstlich der Großstadt Srikakulam in östlicher Richtung und erreicht schließlich nördlich der Ortschaft Kalingapatnam den Golf von Bengalen.
Die Vansadhara ist 239 km lang. Ihr Einzugsgebiet umfasst 11.377 km², wovon 8960 km² in Odisha und 2417 km² in Andhra Pradesh liegen.